# Cosmiomorpha setulosa
Cosmiomorpha setulosa är en skalbaggsart som beskrevs av John Obadiah Westwood 1854. Cosmiomorpha setulosa ingår i släktet Cosmiomorpha och familjen Cetoniidae.

## Underarter
Arten delas in i följande underarter:
- C. s. cribellata
- C. s. intermedia